# 英国首相办公室
首相辦公室是英國首相的幕僚部門，隸屬英國內閣辦公廳。該部門負責提供支援予首相，輔助其制定管治策略及領導英國政府，以及統籌政策傳播及公共關係的事宜。
辦公室設置於唐寧街10號大樓內，所以亦會被轉喻為「唐寧街」或「唐寧街10號」（英語：10 Downing Street）。
首相辦公室有一批公務員和特別顧問。首相辦公室主要對首相的政策作出支持和提供意見，另外還負責聯絡國會、政府部門、公眾以及傳媒。

## 編制
首相办公室级别最高的公务员职位是首相首席私人秘書。2010年至2012年、2020年5月至9月期间，在首相首席私人秘书之上还设置了唐寧街常务次官（Downing Street Permanent Secretary）。由于首相办公室是内阁办公厅的正式组成部分，所以它同时直接向内阁秘书汇报工作。
此外，政治任命职位方面，从1997年至2019年以及2020年至今，最资深的特别顾问职位是。2019年7月至2020年11月期间，办公室主任职位被分为首相首席顾问、首相首席战略顾问。
当前，为首相服务的公务员和政治任命之高级特别顾问职位包括：
公务员职位
- 首相首席私人秘書（英语：Principal Private Secretary to the Prime Minister of the United Kingdom）
- 首相官方发言人（英语：Prime Minister's Official Spokesperson）
- 首相政治秘书（英语：Political Secretary to the Prime Minister of the United Kingdom）
- 立法事務主任

政治任命职位
- （政策）
- （政治）
- 政治策略主管
- [11]
- 新聞秘書[12]
- 唐寧街政策組主任
- 首相政務私人秘書（英语：Parliamentary Private Secretary to the Prime Minister）

## 沿革
2001年以前的首相辦公室架構分爲：
- 私人辦公室 （改善與國會和白廳的關係）
- 新聞辦公室 - 自從傳媒日具影響力以來，新聞辦公室的重要性也與日俱增。例如，的新聞秘書伯納德·英厄姆，正是她最重要的顧問之一。而貝理雅的新聞秘書阿拉斯泰爾·坎貝爾也對他有很大影響力。
- 政策組（對重要事務和政策提供意見和問題）
- 政黨辦公室（聯絡首相的政黨和首相所屬的選區）
- 預約辦公室

2001年起，首相辦公室被重組成三部分：
- 政策與政府（代替以往私人辦公室和政策組的職能，向首相提供意見外，又協助首相為各部門制定和實施政策。）
- 聯絡與策略，以下又分成三組：
  - 新聞辦公室：負責向傳媒作出交代。
  - 策略性聯絡組
  - 研究與資訊組：提供準確情報。
- 政府與政黨關係：處理政黨與公共關係。

貝理雅對首相辦公室的改革，意在強化其職能，但是不少評論員認為，他結果創造了一些像「首相部」的東西。理由是，重組計劃很大程度上是首相辦公室和內閣辦公室的結合，但事實上內閣辦公室的不少部門早已經直接向首相負責。

## 新聞發佈
首相官方發言人（Prime Minister's Official Spokesman，簡稱PMOS）每天都會在唐寧街10號舉行新聞簡報會。簡報會的內容可以到唐寧街10號的網頁和「DowningStreetSays.org」瀏覽。